# جبهة النضال الشعبي الفلسطيني
جبهة النضال الشعبي الفلسطيني، تنظيم فلسطيني يساري ينتمي إلى منظمة التحرير الفلسطينية، أسسه صبحي غوشة سنة 1967 أصبحت منظمة تابعة لحركة فتح سنة 1971 لكنها سرعان ما استعادت استقلاليتها. انضمت إلى جبهة الرفض سنة 1974. شاركت الجبهة في المعارك أمام الطرف اليميني أثناء الحرب الأهلية اللبنانية وشاركت في مقاومة الإجتياح الإسرائيلي للبنان سنة 1978 ثم غزو لبنان سنة 1982. شهدت سنة 1992 عدة خلافات بين قياديها أدت إلى حصول انشقاق وانقسام الجبهة إلى تنظيمين واحد بقيادة الدكتور سمير غوشة الوزير السابق وعضو اللجنة التنفيذية لمنظمة التحرير الفلسطينية، وواحد امينه العام خالد عبد المجيد، المقيم في دمشق.

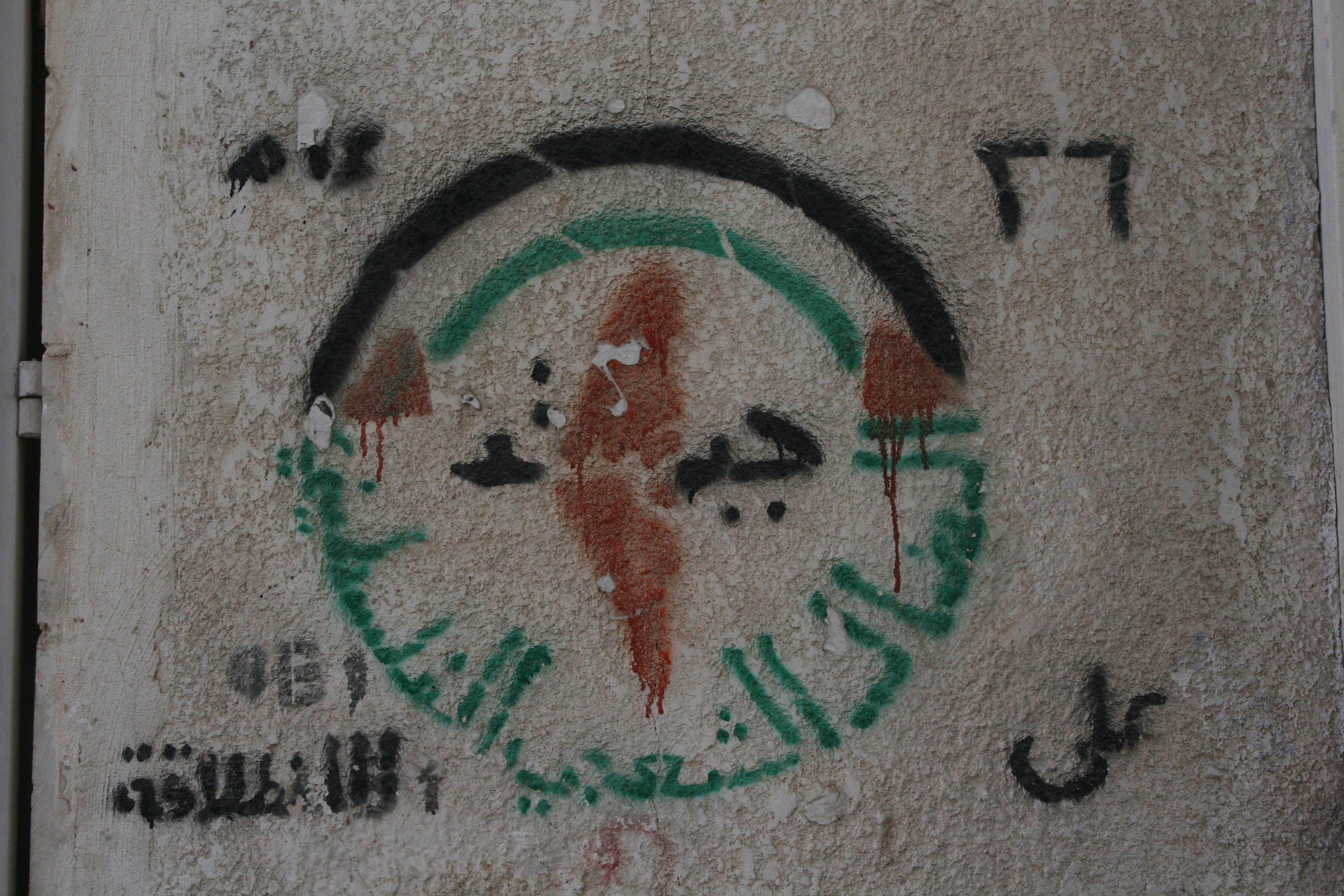
رسم لجبهة النضال الشعبي الفلسطيني في ذكرى انطلاقتها ال26

والتنظيم الذي بقيادة سمير غوشة لا يتبع لحركة فتح وهو تنظيم مستقل من حين انطلاقه وهو التنظيم الوحيد الذي انطلق من داخل القدس بفكرة بعض الشباب المتتطوعين منهم الدكتور سمير غوشة والدكتور فحتي غوشة ونبيل قبلاني.

## وصلات خارجية
جبهة النضال الشعبي الفلسطيني